# Astaenomoechus strigulosus
Astaenomoechus strigulosus är en skalbaggsart som beskrevs av Henry Fuller Howden och Gill 2003. Astaenomoechus strigulosus ingår i släktet Astaenomoechus och familjen Hybosoridae. Inga underarter finns listade.